# An Ainu-English-Japanese Dictionary
An Ainu-English-Japanese Dictionary – słownik ajnusko-japońsko-angielski opublikowany po raz pierwszy przez prezbiteriańskiego pastora Johna Batchelora w 1889.
Jest jednym z największych słowników ajnusko-obcojęzycznych oraz obcojęzyczno-ajnuskich. Jego drugie, poszerzone wydanie ukazało się w 1905. W 1926 Batchelor ogłosił trzecią, najpełniejszą edycję swojej publikacji. Zawierała ona przeszło 15000 haseł w części ajnusko-japońsko-angielskiej oraz około 4000 w części angielsko-japońskiej, a także esej o Ajnach i zarys gramatyki ajnuskiej wraz z bibliografią ajnulogiczną zestawioną przez Bronisława Piłsudskiego. Najczęściej cytowane wydanie czwarte z 1938 jest przedrukiem wydania trzeciego.
Wzbudził wiele zastrzeżeń wśród badaczy zajmujących się Ajnami. Jego najbardziej kompleksowej krytyki dokonał Mashiho Chiri. Jednocześnie odegrał ważną rolę w rozwoju ajnulogii; wykorzystywali go także powszechnie krytycy metod badawczych jego kompilatora.